# Capri Holdings
Capri Holdings, anciennement Michael Kors Holdings, est une entreprise américaine de mode, fondée en 1981 par Michael Kors.

## Histoire
Son entreprise réalise en 2014 un chiffre d'affaires de plus de trois milliards de dollars, avec une progression de plus d'un milliard par rapport à l'année précédente.
En 2017, Michael Kors acquiert Jimmy Choo pour 1,2 milliard de dollars.
En septembre 2018, Michael Kors annonce l'acquisition de Versace pour 2 milliards de dollars. À la suite de cela, Michael Kors Holding devient Capri Holdings Limited, et l'abréviation « Cpri » identifie la société à la Bourse de New York. Son PDG est John D. Idol.
En avril 2025, Prada annonce l'acquisition de Versace pour 1,25 milliard d'euros à Capri Holdings.